# حسن آدامز
حسن آدامز (بالإنجليزية: Hassan Adams)‏ مواليد 20 يونيو 1984 في إنغليووود، هو لاعب كرة سلة أمريكي بدأ مسيرته الاحترافية في سنة 2006 حيث تم اختياره من قبل فريق بروكلين نتس خلال الدرافت. يبلغ طوله 6 قدم 4 بوصة (1.9 م).

## فرق لعب لها
- بروكلين نتس
- تورونتو رابتورز

## إحصائيات المسيرة

### الموسم الاعتيادي
| السنة   | الفريق          | لعب | بدأ | دقيقة | ميداني% | ثلاثية | حرة  | ارتداد | صنع | استلاب | تصدي | نقطة |
| ------- | --------------- | --- | --- | ----- | ------- | ------ | ---- | ------ | --- | ------ | ---- | ---- |
| 2006–07 | بروكلين نتس     | 61  | 8   | 8.1   | .556    | .000   | .667 | 1.3    | .2  | .3     | .1   | 2.9  |
| 2008–09 | تورونتو رابتورز | 12  | 0   | 4.3   | .308    | .000   | .500 | .6     | .1  | .1     | .1   | .9   |
| المسيرة |                 | 73  | 8   | 7.5   | .534    | .000   | .643 | 1.2    | .2  | .2     | .1   | 2.5  |

### التصفيات
| السنة   | الفريق      | لعب | بدأ | دقيقة | ميداني% | ثلاثية | حرة  | ارتداد | صنع | استلاب | تصدي | نقطة |
| ------- | ----------- | --- | --- | ----- | ------- | ------ | ---- | ------ | --- | ------ | ---- | ---- |
| 2006–07 | بروكلين نتس | 6   | 0   | 1.5   | .500    | .000   | .000 | .2     | .0  | .0     | .0   | .3   |
| المسيرة |             | 6   | 0   | 1.5   | .500    | .000   | .000 | .2     | .0  | .0     | .0   | .3   |

## روابط خارجية
- حسن آدامز على موقع إن بي أي (الإنجليزية)
- حسن آدامز على موقع سبورتس رفرنس (الإنجليزية)
- حسن آدامز على موقع كرة السلة الأوروبية.كوم (الإنجليزية)
- حسن آدامز على موقع كلية كرة السلة في سبورتس رفرنس.كوم (الإنجليزية)
- حسن آدامز على موقع ريلجم (الإنجليزية)
- حسن آدامز على موقع بروبوليرز (الإنجليزية)
- حسن آدامز على موقع سبورتس رفرنس (الإنجليزية)